# That's Life (nummer)
"That's Life" is een nummer geschreven door Dean Kay en Kelly Gordon en voor het eerst opgenomen door Marion Montgomery. De bekendste versie is afkomstig van Frank Sinatra, die het in 1966 op zijn gelijknamige album zette. In november van dat jaar bracht hij het nummer uit als single.

## Achtergrond
In 1964 tekende Marion Montgomery een platencontract bij Capitol Records nadat zij werd ontdekt door Peggy Lee. Montgomery nam "That's Life" dat jaar op en bracht het uit als single, maar bereikte de hitlijsten niet. In 1965 werd het nummer gecoverd door O.C. Smith. Deze versie kreeg de aandacht van Frank Sinatra, die het hoorde in zijn auto. Hij belde zijn dochter Nancy en vroeg haar om de uitgeverij van het nummer te vinden, omdat hij het op wilde nemen. Sinatra voerde het nummer voor het eerst op tijdens zijn televisiespecial A Man and His Music – Part II uit 1966.
Sinatra nam "That's Life" na zijn televisiespecial op in de studio, gearrangeerd door Ernie Freeman en geproduceerd door Jimmy Bowen. Veel muzikanten die de instrumenten op het nummer inspeelden waren leden van The Wrecking Crew, waaronder Glen Campbell. Sinatra nam het nummer op aandringen van Bowen tweemaal op, terwijl hij nummers meestal een keer inzong. Dit irriteerde hem, maar hierdoor kreeg de tweede opname wel het meer agressieve geluid waar Bowen naar op zoek was.
"That's Life" werd in de versie van Sinatra een grote hit in de Verenigde Staten, waar het de vierde plaats in de Billboard Hot 100 en de eerste plaats in de Easy Listening-lijst behaalde. In Canada werd het ook een groot succes met de derde plaats in de hitlijsten. In Nederland kwam het nummer tot de zeventiende plaats in de Top 40, terwijl in Vlaanderen de vijftiende plaats in de BRT Top 30 werd behaald. De versie van Sinatra werd gebruikt in de film A Bronx Tale uit 1993 en het computerspel Tony Hawk's Underground 2 uit 2004.
Andere opnames van "That's Life" werden gemaakt door onder anderen Shirley Bassey, The Bluetones, Michael Bolton, Bono (voor de soundtrack van de film The Good Thief), James Booker, James Brown, Michael Bublé, Alan Cumming, D.O.A., Eels, Aretha Franklin, Tommy Körberg, Lady Gaga (voor de soundtrack van de film Joker: Folie à Deux), Gene McDaniels, Katherine McPhee met Megan Hilty (in de televisieserie Smash), Van Morrison met Georgie Fame (#92 in het Verenigd Koninkrijk in 1996), David Lee Roth (#85 in de Verenigde Staten in 1986), Vik Sahay (in de televisieserie Preacher), Ray Stevens, The Temptations, U.S. Bombs, Bradley Walsh en Westlife.

## Hitnoteringen
Alle noteringen zijn behaald door de versie van Frank Sinatra. Sinds Dennis van Aarssen het nummer vertolkte tijdens zijn auditie in het negende seizoen van The voice of Holland heeft het nummer ook onafgebroken in de NPO Radio 2 Top 2000 gestaan.

### Nederlandse Top 40
| Hitnotering: 24-12-1966 t/m 04-02-1967 | Hitnotering: 24-12-1966 t/m 04-02-1967 | Hitnotering: 24-12-1966 t/m 04-02-1967 | Hitnotering: 24-12-1966 t/m 04-02-1967 | Hitnotering: 24-12-1966 t/m 04-02-1967 | Hitnotering: 24-12-1966 t/m 04-02-1967 | Hitnotering: 24-12-1966 t/m 04-02-1967 | Hitnotering: 24-12-1966 t/m 04-02-1967 | Hitnotering: 24-12-1966 t/m 04-02-1967 |
| Week                                   | 1                                      | 2                                      | 3                                      | 4                                      | 5                                      | 6                                      | 7                                      |                                        |
| -------------------------------------- | -------------------------------------- | -------------------------------------- | -------------------------------------- | -------------------------------------- | -------------------------------------- | -------------------------------------- | -------------------------------------- | -------------------------------------- |
| Positie                                | 34                                     | 29                                     | 22                                     | 17                                     | 18                                     | 28                                     | 33                                     | uit                                    |

### NPO Radio 2 Top 2000
| Nummer met noteringen in de NPO Radio 2 Top 2000 | '18  | '19 | '20 | '21 | '22 | '23 | '24 |
| ------------------------------------------------ | ---- | --- | --- | --- | --- | --- | --- |
| That's Life                                      | 1612 | 889 | 915 | 938 | 908 | 987 | 937 |

1. ↑  Een vetgedrukt getal geeft de hoogste notering aan.
2. ↑  2018 was het eerste jaar met een notering voor dit nummer.